# ひまわりっ!
『ひまわりっ!』は、忍者を題材とした日本のテレビアニメである。

## 概要
原作のないオリジナル作品で、現代に残る忍者を養成する学園を舞台とした物語である。
2006年4月から同年7月に放送された『ひまわりっ!』と、2007年1月から3月まで放送されていた『ひまわりっ!!（ひまわりツー）』の2つのシリーズで構成されている（両シリーズは時期を空けて放送されたが、当初から一つのまとまった企画であった）。
なお、『ひまわりっ!!』については企画の段階では『ひまわりっ!2』というタイトルであった（読みは同じ）。
アニメの放送開始後に順を追って、コミックやネットラジオ、および主題歌などの楽曲を収録したCDの発売といったメディアミックスが展開された。
当時女優として活躍していた松本華奈が主人公のひまわりを演じ、声優に初挑戦した。

## あらすじ
日本のとある田舎、霞高原町こと“霞の里”。ここには、“くノ一”養成学校“志能備学園”がある。
ここにやってきた普通の少女ひまわりは、学校に入学した直後、忍術に失敗し、新任教師のハヤトに助けられる。彼と主従の“契り”を交わし「ご主人様」と呼ぶ事になった彼女は、立派な“くノ一”になり、ご主人様をお守りしようとするのだった。

## 登場人物

### 主要人物
日向 ひまわり
声 - 松本華奈
この物語の主人公。15歳。
常に明るく前向きで、その性格が周りの友人たちをいい方向に変えて行く。
十数年前に飛行機事故に巻き込まれ、その時薄れゆく意識の中で見た、自分を助けた黒装束の人物を忍者だと思い込み、忍者に憧れ、自分を育ててくれた「ばっちゃん」の薦めもあり私立志能備学園に異例の一般試験で入学する（本来は推薦入学が基本）。
運動神経が良く意外と成績はいい方。しかし、忍者としての常識に疎い。
入学早々、忍術に失敗したところをハヤトに助けられ、彼を「運命の人」と思い込み、主従の「契り」を交わす。
万里小路 ハヤト
声 - 遠近孝一
志能備学園に新科目の「一般教養」の教師として呼ばれ赴任して来た新米教師で、ひまわり達のクラスの担任。24歳。
真面目で優しく、それでいて人並みにスケベ――いわゆる普通の純粋で真っ直ぐな青年。何事にも真面目に真正面から諦めずに取り組む姿勢は、誰からも好感を持たれる。
友人にだまされて借金を背負わされどうにもならなくなっている時にこの学校の教師の話が舞い込んで来た。しかし、自分がなぜ呼ばれたのかは本人も知らない。
忍術は使えないが運動神経はかなりのもので、それだけなら私立志能備学園でも通用するらしい。
赴任早々、忍術に失敗したひまわりを助け「ご主人様」と呼ばれるようになった挙句、最終的には主従の「契り」まで交わしてしまう。
首の後ろに傷があり、ひまわりがハヤトを運命の人と思い込んだ理由の一つともなった（幼いひまわりは自分を助けた人物の首の後ろの傷を確認している）。
しきみ
声 - 平野綾
ひまわりのクラスメイトのくのクラスの委員長で優等生。清楚で物静かな、箱入りのお嬢様。彼女たちは「忍びのエキスパート」となるべく生まれてきた「試験管ベビー」である。15歳。
薬の調合や化学に強い「薬屋」で、古今東西の草木に精通している。薬や毒の調合、火薬の扱い、化学が得意。気に入らない奴には淡々と毒を盛って出す。
忍びの里は本来はハヤトたち下界との接触を断っている設定であり、当初はハヤトたち男性避けのため、ちょんまげのようなユニークなヘアスタイルをしていた。しかし男性忍者のナナフシが毒キノコから自分を救うために献身的に活動したことに感激し、無言でロングヘアに戻した。
「ひまわりっ!!」最終話の終盤では、生体改造された忍者達を元に戻すべくナナフシと共に大学で研究生活を送っていると語られている。
あざみ
声 - 白石涼子
ひまわりのクラスメイトのくの一。16歳。「私の情報によれば…」が口癖であり、情報収集が得意なことから「ニュース屋」と言われている。しかし、そそっかしくて話を最後まで聞かずに飛び出したりするのでガセネタも多い。クラスでは参謀的な役割を果たしている（つもり）。ハヤトも「ガセネタばかり」とあきれているが、その能力の高さは買っている。よもぎの補佐役。
仕草も口調・声も完全に女性であるが、実は女装した男性である。男子校スパイ。
「ひまわりっ!!」最終話の終盤では本物のスパイとなり世界を股にかけて活躍していると語られている。
ゆすら
声 - 中田あすみ
ひまわりのクラスメイトのくの一。15歳。
幼く子供っぽい外見と性格の持ち主。内容とは全く関係の無い動物の比喩を用いることが多い。（例）「キタキツネ並みにバレバレ！」
動物と会話ができる能力があり、それがひまわりたちを助ける事も。
奇妙な犬、モモ太を飼っている。また、カッパの米澤くんは彼氏。
「ひまわりっ!!」最終話の終盤では米澤君と動物ランドを開いていた。ラブラブッぷりは相変わらず。
ヒメジ
声 - 吉田真弓
ひまわりのクラスメイトのくの一。15歳。日英の混血で、アメリカからの留学生。それ故か日本文化（特に忍者）をかなり誤解している。日本語はペラペラである。派手な武器を使って、周囲を破壊することが好き（この行為中、彼女の表情は狂ったような感じになる）。「わらわ」「〜でありんす」など、廓言葉のような喋り方をする。
「ひまわりっ!!」最終話終盤ではアクション女優になったと言う事が語られている。
つきよ姫
声 - 大竹裕子
ひまわりのクラスメイト。くの一の能力を使い忍術を心得た姫。17歳。要所要所に正座したまま突然現れ味噌汁を飲んでアドバイスするという神秘的なキャラクターである。他のくの一に劣らぬ高い戦闘能力を持ち、しきみをも上回る冷静沈着さで常に全ての事情を見通している。森とともに生きることを明言している。
近くの沼にすんでいる。あまり登校しないという設定があり、生徒として籍はあるが制服姿に一度もならなかった。コミックには登場せず。「ひまわりっ!」主要メンバーの中で彼女だけが未だに正体がつかめていない。
料理や裁縫など、いわゆる女性らしいことは何でも出来る。
味噌汁へ強いこだわりを持ち、遠方透視や予知能力を披露する際も味噌汁に映し出して見せるというユニークきわまる特殊能力の持ち主である。また、「ひまわりっ!!」の最終話終盤で謎の言葉を残している。

### 志能備学園生徒
風間 椿
声 - 明坂聡美
名門風間一族の後継ぎ。巨乳の美少女で当初はハヤトとの出会いに運命を感じ主人とするが、忠誠心でひまわりに及ばないことから一旦は身を引く。後に再登場し紆余曲折を経て武智を主人とした。
「ひまわりっ!!」最終話で武智の指示によりひまわりとハヤトを乗せた脱出艇を操縦するが、操縦方法がわからなかったためあえなく墜落させてしまった。その後、正式に武智と師弟関係となり修行に励んでいるとのこと。
小紫
声 - 日髙のり子
ひまわりに恋する男忍者。学園の男子校の授業にはほとんど顔を出さないものの、天才と呼ばれるほど忍びとしては高い技能を持つ。初めはひまわりにストーカー並の行動をしていたが、自分からコンタクトを取ろうと試みたひまわりに「忍びに恋はご法度」といわれ振られる。「ひまわりっ!!」にも登場し、サングラスの男の製薬会社に他の男子校の生徒（ナナフシを除く）とともにとらわれていたが、一人脱出に成功し、ひまわり達に重要な情報をもたらす。

ナナフシ
声 - 近藤隆
男性忍者。やつがしら校長と並び、アニメとコミックでは大きく役割が異なっている。

### 志能備学園関係者
やつがしら
声 - 土井美加
私立志能備学園校長。ハヤトを学園に招いた人物である。アニメとコミックでは役割が最も異なった人物の一人である。
ちょろぎ
声 - 河原木志穂
志能備学園教頭。滞納する寮費や積立金の回収を口実に何かとハヤトに冷たく当たる長身細身の美人。耳の形態や所持品(般若の装飾具)につきよ姫との共通点が見られるが劇中で関係に触れられた描写はない。
武智 吾郎
声 - 山崎たくみ
幼いひまわりの命を助けた張本人であり、忍者としての能力も本編中最強の人物である。アニメではハヤトの兄であり、ハヤトが真の能力を解放するきっかけを作った。コミックには登場せず。
「ひまわりっ!!」最終話では椿と正式に師弟関係になった。
禿飛 ハンゾウ
声 - 長谷川のび太
志能備学園教員。禿頭巨体ながら家庭科(?)を担当する一面も持つ。チャイム代わりに法螺貝を吹く役割を与えられている。
縄跳 さす毛
声 - 山崎たくみ
志能備学園教員-コミックではもっとも暗躍したキーパーソンに設定されていた。
小葉 きゅうり
声 - 平田宏美
志能備学園教員-コミックでは『技術科教師』との表記あり。
花壇 みつ
声 - 河原木志穂
志能備学園教員(保健室担当)
卸屋 筆乃子
声 - 鹿野優以
志能備学園教員
口元のホクロがセクシーな女教師。大きな筆とトイレットペーパーのような半紙(?)を携帯しており、それをちぎっては文字を書き込むことで式神を操る術を披露した。
「ひまわりっ!!」で小葉きゅうりと共にひまわり達の抹殺(?)の任を与えられるも失敗、その際口からことわざを書いた紙を出すという特技を披露した。

### その他
もも太
声 - 鹿野優以
ゆすらの飼い犬。「お尻が桃みたいだから」というのが名前の由来。非常に知能が高く、たびたびゆすら達の窮地を救っている。必殺技は「屁をこく」。「キシシシ」と特殊な鳴き方をする。
米澤くん
声 - 近藤隆
ゆすらの彼氏で河童。普段はほのぼのした性格だがひまわり曰く「怒ると怖い」。実は驚異的な能力を秘めており、姫路が山火事を起こしたときには滝から現れ、あっという間に消火。怒らせるとさらに恐ろしく、人を宙に浮かせたり建物を破壊することも可能だと思われる。ひまわり達の捕獲に現れた異能の忍者に洗脳されかけた時は顔が豹変している。歩くときに効果音がつく。
河童と呼ばれるのがイヤらしい。
サングラスの男（背広の男）
声 - 大友龍三郎
「ひまわりっ!!」全編に於ける事件の元凶。某製薬会社の役員であるが、研究施設を私物化し忍者達の高い戦闘素質に目を付け人道にもとる生体改造を施していた。最終話においてひまわり達と壮絶な死闘と逃走劇を演じるが、武智の命がけの捕縛により当局に引き渡された。
お頭（謎の忍者）
声 - 平田宏美
わび助、さび助のお頭で甲羅忍者。捨て子だった二人にヤギの乳を飲ませて忍者になるための訓練をした。
祖先が信長に滅ぼされたため、ハヤトをその子孫と思い仇にしていたが、実は違った。何かとマイペースで抜けているが、わび助、さび助からの信頼は厚い。
わび助
声 - 鹿野優以
お頭の子分。お頭よりよっぽどしっかり者である。
さび助
声 - 宮川美保
お頭の子分。何かと抜けている上にとろい面がある。「ひまわりっ!!」で敵の本部に囚われの身となるも無事救出される。
マンサク
声 - 山崎たくみ
泉湖太郎
声 - 寺島拓篤
ハヤトの幼なじみ。彼こそはハヤトに借金を押しつけ、学園に編入するきっかけを作った人物である。いきなり軽薄な口調で電話をかけて金銭をハヤトにたかる。実は初期から名前が登場しているキャラクターである。
実際の登場は1話限りであり最後までその素顔は明かされなかった。これは彼が透明人間にされてしまったためであり、本編の敵キャラクターを除き最も大きな被害を受けたキャラクターであったといえる。
ウリ坊
声 - 壱智村小真
ばっちゃん
声 - 羽村京子
幼い頃のひまわりを育てた人物。

## スタッフ
- 原作 - GoDo[2]
- 監督 - 影山楙倫[2]
- シリーズ構成 - 池田眞美子[2]
- キャラクター原案・プロダクションデザイン - okama[2]
- キャラクターデザイン・作画監督 - きしもとせいじ[2]
- メカニックデザイン - 大河広行
- 美術監督 - 高橋麻穂
- 撮影監督 - 白井久男
- 色彩設計 - 中田亮大
- 編集 - 瀬山武司
- 音楽 - 妹尾武、羽岡佳
- 音響監督 - 本田保則
- プロデューサー - 森尻和明、栃平吉和
- アニメーション制作 - アームス
- 製作 - 「ひまわりっ!」 / 「ひまわりっ!!」製作委員会（キングレコード、東北新社、ジェンコ）

## 主題歌
ひまわりっ!（第1期）
オープニングテーマ「太陽のかけら」
作詞 - 及川眠子 / 作曲 - 平川達也 / 編曲 - 伊藤心太郎 / 歌 - 白石涼子
エンディングテーマ「ぐるぐる〜Himawari version〜」
作詞 - riya / 作曲・編曲 - 菊地創 / 歌 - eufonius

ひまわりっ!!（第2期）
オープニングテーマ「ソラ色のつばさ」
作詞 - Asami / 作曲・編曲 - 恩田快人 / 歌 - 白石涼子
エンディングテーマ
「きらきら」（第1話・第8話・最終話）
作詞 - riya / 作曲・編曲 - 菊地創 / 歌 - eufonius
「きらきら 〜Shikimi ver.〜」（第2話・第9話・第12話）
作詞 - riya / 作曲・編曲 - 菊地創 / 歌 - 平野綾
「きらきら 〜Himawari ver.〜」（第3話・第6話・第10話）
作詞 - riya / 作曲・編曲 - 菊地創 / 歌 - 松本華奈
「きらきら 〜Himeji ver.〜」（第4話）
作詞 - riya / 作曲・編曲 - 菊地創 / 歌 - 吉田真弓
「きらきら 〜Azami ver.〜」（第5話・第11話）
作詞 - riya / 作曲・編曲 - 菊地創 / 歌 - 白石涼子
「きらきら 〜Yusura ver.〜」（第7話）
作詞 - riya / 作曲・編曲 - 菊地創 / 歌 - 中田あすみ
主題歌シングルは、それぞれ2種類が発売されている。
- オープニングのみ収録した白石涼子単独のシングル「太陽のかけら」および「ソラ色のつばさ」
- オープニングとエンディングの両A面シングル「太陽のかけら/ぐるぐる 〜himawari version〜」および「ソラ色のつばさ/きらきら」

## 各話リスト
| 話数                  | サブタイトル               | 脚本                 | 絵コンテ             | 演出                 | 作画監督                      |
| ひまわりっ!（第1期）  | ひまわりっ!（第1期）       | ひまわりっ!（第1期） | ひまわりっ!（第1期） | ひまわりっ!（第1期） | ひまわりっ!（第1期）          |
| --------------------- | -------------------------- | -------------------- | -------------------- | -------------------- | ----------------------------- |
| 1                     | ご主人様をお守りします     | 池田眞美子           | 影山楙倫             | 中村圭三             | 尾形健一郎                    |
| 2                     | 決して惚れてはならぬのです | 池田眞美子           | 影山楙倫             | 熊谷雅晃             | 川口弘明                      |
| 3                     | 死んでも口は割らぬのです   | 横谷昌宏             | ふくもとかん         | ふくもとかん         | Park-Chang-Hwan Eum-Ik-Hyun   |
| 4                     | 盗みは忍びの恥ですもの     | 笹野恵               | 渡辺純央             | 佐藤昌文             | 飯飼一幸                      |
| 5                     | くのいち御法度バレンタイン | 山田由香             | 影山楙倫             | 中村圭三             | 尾形健一郎                    |
| 6                     | 忍びの修行は命がけ         | 池田眞美子           | 影山楙倫 内田祐司    | 内田信吾             | 宮下雄次                      |
| 7                     | 無駄な殺生はいたしませぬ   | 横谷昌宏             | 影山楙倫             | 菊池勝也             | 高橋亮 PARK CHANG HWAN        |
| 8                     | みんなまとめてお守りします | 山田由香             | 今千秋               | 佐藤昌文             | 草刈大介                      |
| 9                     | 忍者の忍はしのぶ（恋）の忍 | 笹野恵               | 影山楙倫             | 熊谷雅晃             | Kim-Ki-Nam                    |
| 10                    | 忍びに情けは無用なのです   | 横谷昌宏             | 影山楙倫             | 中村圭三             | 尾形健一郎                    |
| 11                    | 切っても切れない絆なのです | 山田由香             | 石平信司             | 暁張羽良菅禿         | JAN HEE-KYU JOO KIL-SOO       |
| 12                    | 主従ゲンカは犬も食わぬ     | 笹野恵               | 影山楙倫             | 熊谷雅晃             | PARK CHANG-HWAN               |
| 13                    | 命あっての家来です         | 池田眞美子           | 影山楙倫             | 朝倉カイト           | 尾形健一郎、今野博司 服部憲知 |
| ひまわりっ!!（第2期） |                            |                      |                      |                      |                               |
| 1                     | 忍者の敵も、また忍者       | 池田眞美子           | 影山楙倫             | 篠崎康行             | りんしん                      |
| 2                     | 草を食らわば、毒までも     | 池田眞美子           | 渡辺純央             | 菊池勝也             | JOO KIL-SOO 浅野直之          |
| 3                     | 男殺すにゃ刃物はいらぬ     | 横谷昌宏             | 影山楙倫             | 中村圭三             | 尾形健一郎                    |
| 4                     | 攻めるも守るも紙一重       | 山田由香             | 影山楙倫             | 熊谷雅晃             | PARK CHANG HWAN               |
| 5                     | くのいち密偵大作戦         | 笹野恵               | 影山楙倫             | 剛田隼人             | 川口弘明                      |
| 6                     | 二者択一?主従の絆と赤い糸  | 池田眞美子           | イワナガアキラ       | ふくもとかん         | 宮田奈保美                    |
| 7                     | 惑い惑わし四面楚歌         | 笹野恵               | よしもときんじ       | 菊池勝也             | PARK CHANG HWAN 嶋田俊彦      |
| 8                     | つきよの森は危険がいっぱい | 山田由香             | 影山楙倫             | 中村圭三             | 尾形健一郎                    |
| 9                     | 昨日の友は今日の敵         | 横谷昌宏             | 影山楙倫             | 熊谷雅晃             | PARK CHANG HWAN               |
| 10                    | ひまわり、故郷に帰る       | 笹野恵               | 影山楙倫             | 剛田隼人             | 川口弘明                      |
| 11                    | 秘密の過去はカラクリ模様   | 池田眞美子           | 影山楙倫             | 菊池勝也             | PARK CHANG HWAN 浅野直之      |
| 12                    | 救出!忍びの友は一蓮托生    | 池田眞美子           | 影山楙倫             | 中村圭三             | 尾形健一郎                    |
| 13                    | 決戦!主従の契りは永遠に    | 池田眞美子           | 影山楙倫             | 熊谷雅晃             | 隼鷹榛名                      |

## 放送局
独立UHF局を中心としたUHFアニメの形態で放送された。2つのシリーズともに、ネット局や放送日時は全く同じである（ファミリー劇場を除く）。
| 放送対象地域 | 放送局         | 放送期間                                       | 放送日時                                  | 放送系列       | 備考                                     |
| ------------ | -------------- | ---------------------------------------------- | ----------------------------------------- | -------------- | ---------------------------------------- |
| 神奈川県     | tvk            | 2006年4月8日 - 7月1日 2007年1月6日 - 3月31日   | 日曜日 0:30 - 1:00                        | 独立UHF局      |                                          |
| 千葉県       | チバテレビ     | 2006年4月9日 - 7月2日 2007年1月7日 - 4月1日    | 日曜日 23:30 - 0:00                       | 独立UHF局      |                                          |
| 埼玉県       | テレ玉         | 2006年4月9日 - 7月2日 2007年1月7日 - 4月1日    | 月曜日 1:00 - 1:30                        | 独立UHF局      |                                          |
| 兵庫県       | サンテレビ     | 2006年4月10日 - 7月3日 2007年1月8日 - 4月2日   | 火曜日 0:00 - 0:30                        | 独立UHF局      |                                          |
| 東京都       | TOKYO MX       | 2006年4月10日 - 7月3日 2007年1月8日 - 4月2日   | 火曜日 1:30 - 2:00                        | 独立UHF局      |                                          |
| 愛知県       | テレビ愛知     | 2006年4月10日 - 7月3日 2007年1月8日 - 4月2日   | 火曜日 2:15 - 2:45                        | テレビ東京系列 |                                          |
| 京都府       | KBS京都        | 2006年4月12日 - 7月5日 2007年1月10日 - 4月4日  | 木曜日 1:30 - 2:00                        | 独立UHF局      |                                          |
| 日本全域     | ファミリー劇場 | 2006年12月28日 2007年1月13日 - 4月7日          | 木曜日 14:00 - 20:00 土曜日 13:00 - 13:30 | CS放送         | 全13話一挙放送（第1期） リピート放送あり |
| 日本全域     | AT-X           | 2008年4月13日 - 7月6日 2008年7月13日 - 10月5日 | 日曜日 13:30 - 14:00                      | CS放送         | 『すたチャンX』枠内 リピート放送あり     |
| 日本全域     | チャンネルNECO | 2011年5月23日 -                                | 火曜日 0:00 - 0:30                        | CS放送         | リピート放送あり                         |

## 漫画
『ヤングアニマル嵐』（白泉社発行）において、『ひまわり伝っ!』のタイトルで漫画版が連載された（作画はTAGRO）。単行本も出版されている。
プロローグ（ひまわりとハヤトが学園に来た経緯）と主要キャラクターの設定はほぼ同じであるが、ストーリーの進行は全く別の作品である。

## 関連番組
ひまわりっ!のラジオなのです。ご主人様♪
スターチャイルドウェブサイトで2006年7月13日から12月28日まで配信されたインターネットラジオ番組。パーソナリティは、7月担当が白石涼子・吉田真弓、8月と11月担当が松本華奈・中田あすみ、9月担当が平野綾・白石涼子、12月14日担当が平野綾・吉田真弓、最終回は白石涼子を除くメンバー全員が担当した。また、2007年1月から『米澤君とひまわりのキャララジオ』が配信されていた。